# Redeeming Love
Pour plus de détails, voir Fiche technique et Distribution.
Redeeming Love est un film muet américain réalisé par William Desmond Taylor et sorti en 1916.

## Fiche technique
- Réalisation : William Desmond Taylor
- Scénario : Gardner Hunting, d'après une histoire de L.V. Jefferson
- Chef-opérateur : Homer Scott
- Durée : 50 minutes
- Date de sortie : États-Unis : 28 décembre 1916

## Distribution
- Kathlyn Williams : Naomi Sterling
- Thomas Holding : John Bancroft
- Wyndham Standing : Hugh Wiley
- Herbert Standing : James Plymouth
- Jane Keckley : Tante Jessica
- Helen Jerome Eddy : Katie
- Don Bailey : McCarthy